# Indravarman V
Indravarman V, hay còn gọi Jaya Simhavarman (? - 1288), là một vị vua của Chiêm Thành. Triều đại của ông bắt đầu từ năm 1257, khi ông ám sát cậu của mình là Quốc vương Jaya Indravarman VI, nhưng phải đợi cho đến năm 1266 mới được đăng quang:182,192.

## Trị vì
Rất ít thông tin về cá nhân của Indravarman V trước khi lên ngôi. Ông nguyên có tên Harideva, không rõ cha ông là ai, nhưng căn cứ gia phả nghiên cứu từ Le royaume de Champa của Georges Maspéro thì ông là cháu ngoại của Jaya Harivarman II - thân sinh của vị Quốc vương trung hưng Chiêm Thành sau họa Khmer là Jaya Paramesvaravarman II cùng Jaya Indravarman VI.
Từ chối nộp mình cho Đại hãn của Mông Cổ, Hốt Tất Liệt, ông vẫn cảm thấy mình bị sỉ nhục khi chỉ huy của Mông Cổ Sagatou (Toa Đô) và Liễu Cheng chia vương quốc ông thành các đơn vị hành chính. Con trai ông, Chế Mân, cũng không chịu từ chức :81–82
Toa Đô phát động một cuộc xâm lược vào năm 1282, buộc Indravarman V phải trốn lên núi. Từ chối trình diện tại triều đình và chấp nhận làm chư hầu, ông cho là người Mông Cổ sẽ bị tổn thất vì 「"... Khí hậu nóng bức, bệnh tật, và thiếu nguồn cung cấp"」. Ngoài ra cũng có nhiều người Mông Cổ đào ngũ. Cuối cùng, sau khi Toa Đô chết vào năm 1285, Indravarman V đã gửi một đại sứ sang gặp Hốt Tất Liệt vào ngày 6 tháng 10 cùng năm:193và nhiều khả năng qua đời ngay sau đó. 
Ông được con trai là Chế Mân kế vị.